# Gonnesa
Gonnesa är en ort och kommun i provinsen Sydsardinien i regionen Sardinien i sydvästra Italien. Kommunen hade 4 965 invånare (2017).